# Minton's Playhouse

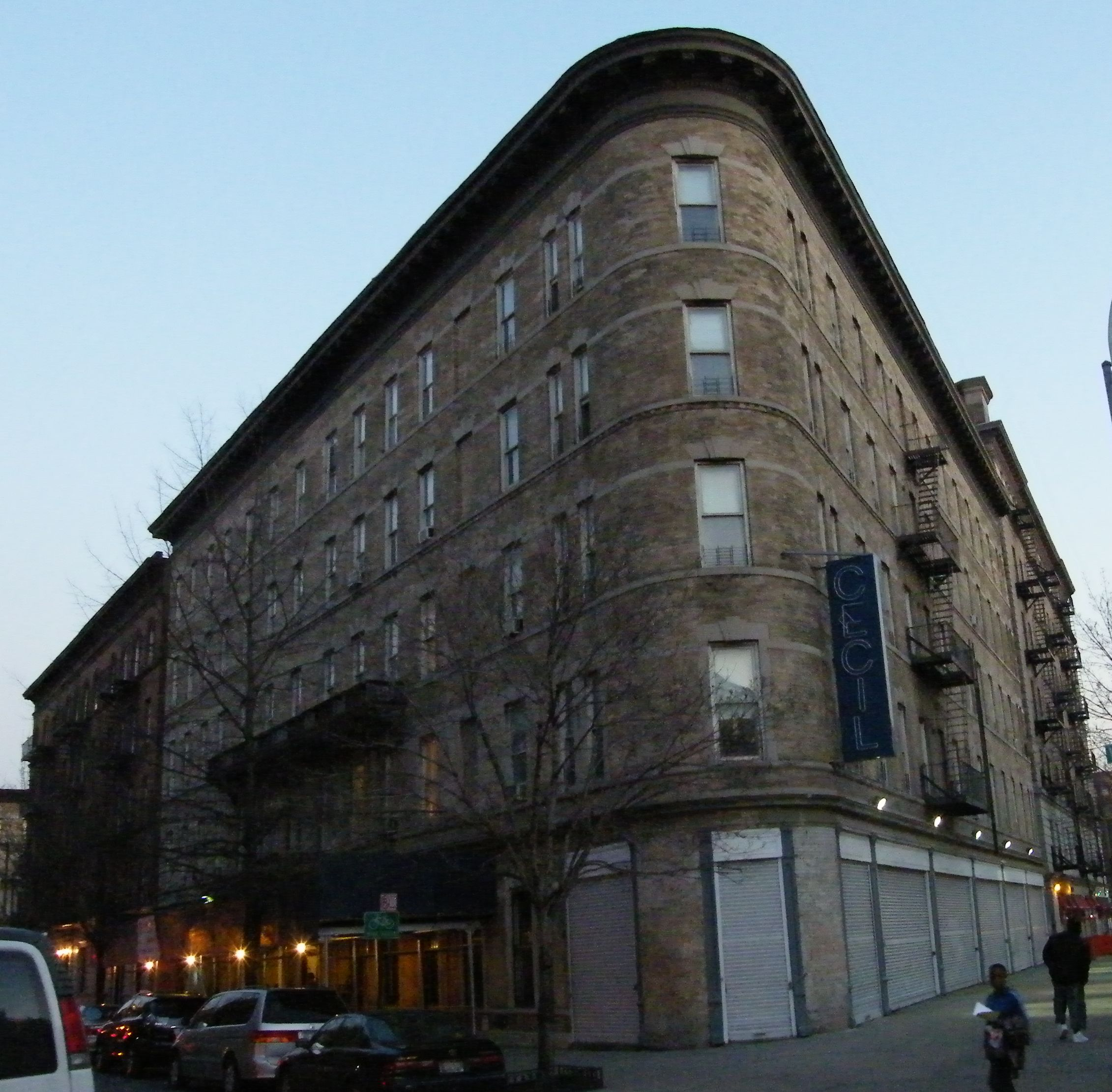
Minton's Playhouse.

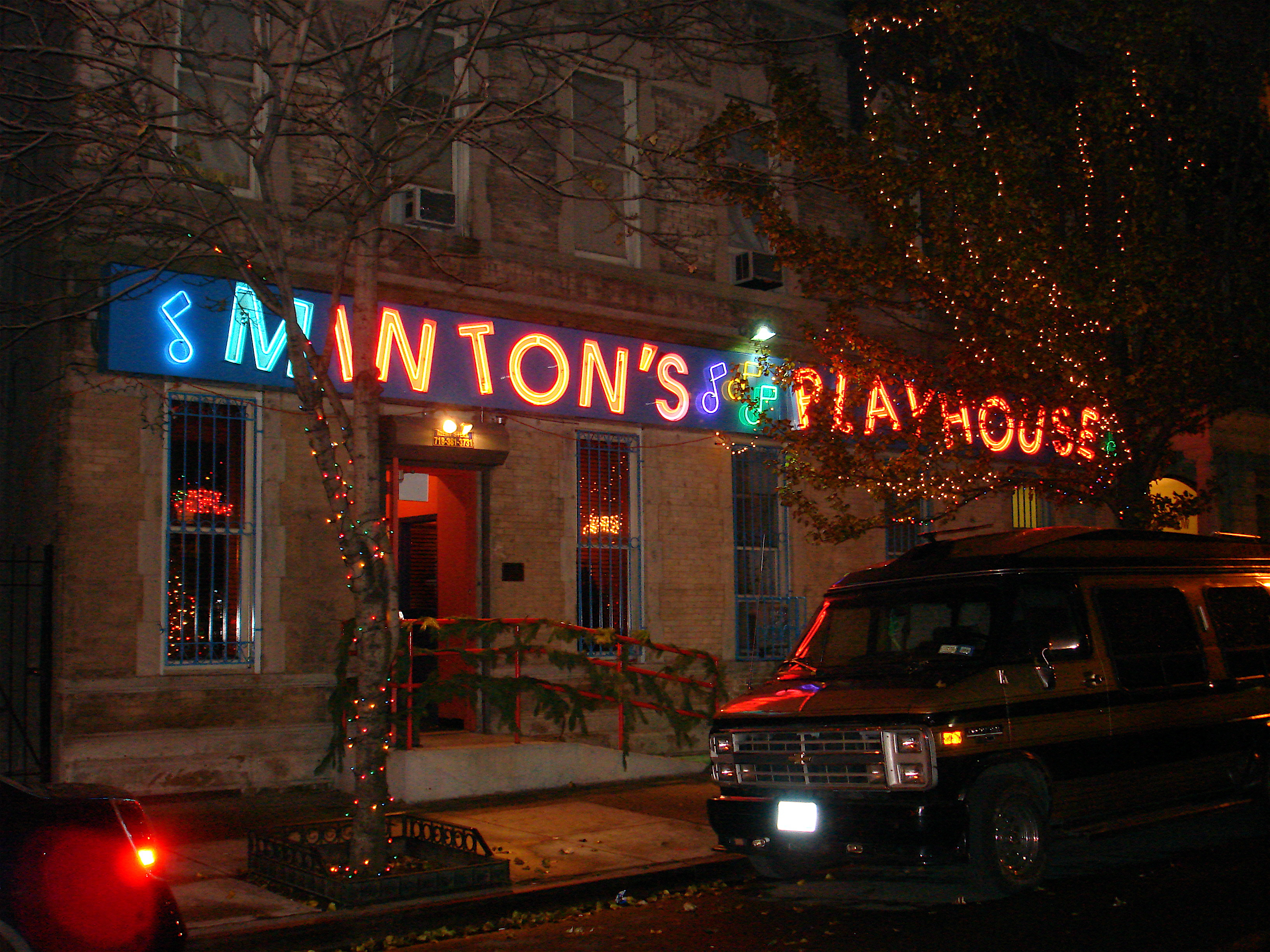
Minton's Playhouse en 2006.

Minton’s Playhouse es un club de jazz situado en la primera planta del Cecil Hotel, en 210 West 118th Street (Harlem) y el nombre está registrado como marca por la empresa Housing and Services, Inc. de Nueva York. El acceso al actual club se encuentra en el 206 de West 118th Street, señalado por una pequeña placa. El Minton’s fue fundado por el saxofonista Henry Minton, en 1938. El Minton’s es especialmente conocido por el papel que jugó en el desarrollo de las nuevas tendencias en el jazz de los años 1940, conocidas como bebop, cuando en sus jam sessions músicos como Thelonious Monk, Kenny Clarke, Charlie Christian, Charlie Parker y Dizzy Gillespie, sentaron las bases de la nueva música. 
El Minton’s se mantuvo en primera línea durante más de tres décadas, hasta su decadencia a finales de los años 1960, llegando incluso a cerrar en 1974. Tras permanecer cerrado casi treinta años, volvió a abrir sus puertas el 19 de mayo de 2006, bajo el nombre de Uptown Lounge at Minton’s Playhouse. Volvió a cerrar sus puertas en 2010 para una remodelación, y se reinauguró nuevamente en 2012.